# Institut supérieur de formation au journalisme
 (février 2025).
Motif : Notoriété encyclopédique ? Sources centrées ?
- Archive Wikiwix
- Bing
- Cairn
- DuckDuckGo
- E. Universalis
- Gallica
- Google
- G. Books
- G. News
- G. Scholar
- Persée
- Qwant
- (zh) Baidu
- (ru) Yandex
- (wd) trouver des œuvres sur Wikidata

| 1. | Préciser le motif de la pose du bandeau. | Précisez le motif de la pose du bandeau en utilisant la syntaxe suivante : {{admissibilité à vérifier\|date=mars 2025\|motif=remplacez ce texte par le motif}}                                                      |
| 2. | Informer les utilisateurs concernés.     | Pensez à avertir le créateur de l'article, par exemple, en insérant le code ci-dessous sur sa page de discussion : {{subst:avertissement admissibilité à vérifier\|Institut supérieur de formation au journalisme}} |

 (février 2025).
Si vous disposez d'ouvrages ou d'articles de référence ou si vous connaissez des sites web de qualité traitant du thème abordé ici, merci de compléter l'article en donnant les références utiles à sa vérifiabilité et en les liant à la section « Notes et références ».
Pour les articles homonymes, voir ISFJ.
L'Institut supérieur de formation au journalisme (ISFJ) est un établissement d'enseignement supérieur technique privé dont le cursus de formation est certifié par l'État situé au 273 rue de Vaugirard à Paris. Créé en 2003, l'ISFJ forme ses étudiants aux métiers du journalisme et de la communication. La direction de l'école est assurée par le directeur de la rédaction de Ma Chaîne Étudiante (MCE) Ludovic Place.

## Classement
En 2018, l'Institut supérieur de formation au journalisme était classé à la 22e position dans le classement des écoles de journalisme en France établi par le quotidien Le Figaro. Elle était classée 19e en 2016. En 2022, elle n'est plus classée par Le Figaro, qui ne classe que « les 14 [écoles] reconnues » et deux centres proposant des formations certifiées par le ministère du Travail.

## Certifications
(février 2025).
L'établissement délivre un titre certifié par l'État de niveau 6 et inscrit au RNCP : « Journaliste web ».

## Annexe